# Микони, Милена
Миле́на Мико́ни (итал. Mileni Miconi, 15 декабря 1971, Рим) — итальянская модель, телеведущая и актриса.

## Биография
Родилась в 1971 году в Риме.
Закончила драматический колледж Fattoria dello Spettacolo, где изучала актёрское мастерство по методу Станиславского — Страсберга. В 1990-х начала карьеру с выступлений в театре и на небольших ролях в мыльных операх. В 2000 году вошла в состав мюзик-холл-труппы «Il Bagaglino», в составе которой получила первую популярность.
Микони известна не только по театральным ролям, но также, главным образом, и как актриса телесериалов. Среди её телевизионных ролей одной из наиболее известных является роль Лауры Респиги в сериале «Дон Маттео».
Замужем за кинематографистом Мауро Граяни.

## Фильмография (избранное)
- Finalmente soli, режиссёр Умберто Марино (1997)
- Fuochi d'artificio, режиссёр Леонардо Пьераччони (1997)
- Il sottile fascino del peccato, режиссёр Франко Сальвия (2010)
- Divino (короткометражка), режиссёр Джованни Буфалини (2011)
- La strada di Paolo, режиссёр Сальваторе Ночита (2011)
- Miss Wolf and the Lamb (короткометражка), режиссёр Роберто Леони (2011)
- 100 metri dal paradiso, режиссёр Раффаэле Вердзило (2012)
- Il disordine del cuore, режиссёр Эдоардо Мангерити (2013)
- Babbo Natale non viene da Nord, режиссёр Маурицио Касагранде (2015)